# Alt del Covil
L'Alt del Covil és una muntanya de 2.358 metres que es troba entre els municipis de les Valls de Valira, a la comarca de l'Alt Urgell i Andorra.